# Hasta las manos
Hasta las Manos es el quinto álbum de la banda argentina de rock fusión Las Manos de Filippi. Aquí la banda experimentó con una gran diversidad de géneros, incluyendo el reggae, rock, hip hop e incluso hardcore punk, pero con predominio de ska en varios temas del disco, y siempre manteniendo su estilo de protesta. Fue publicado en el año 2002.

## Lista de canciones
1. "Alí, Esper y Choi"
2. "Los métodos piqueteros"
3. "Organización"
4. "I.P.H.G. "
5. "Materialismo"
6. "La puntera rosa"
7. "Yuta"
8. "Skansancio"
9. "What's colors?"
10. "Muerte A.T.P."
11. "Anthrax"

- Datos: Q24960160